# Borge og slotte i Østrig
Dette er en liste over borg og slotte i Østrig listet efter delstat.

## Burgenland
- Burg Bernstein
- Burg Forchtenstein
- Burg Güssing
- Burgruine Landsee
- Burg Lockenhaus
- Burg Schlaining

## Kärnten
- Burgruine Aichelburg
- Klosterruine Arnoldstein
- Burgruine Dietrichstein
- Burgruine Falkenstein (Oberfalkenstein)
- Burg Falkenstein (Niederfalkenstein)
- Burgruine Feldsberg
- Burgruine Federaun
- Burgruine Finkenstein
- Burgruine Flaschberg
- Burg Freiberg
- Burg Geyersberg
- Burgruine Glanegg
- Burgruine Gmünd
- Burgruine Goldenstein
- Burgruine Gomarn
- Burgruine Gradenegg
- Burgruine Grafenstein
- Burgruine Greifenfels
- Burgruine Griffen
- Burgruine Groppenstein
- Burgruine Grünburg
- Burgruine Gurnitz
- Burg Haimburg
- Burgruine Hardegg
- Burgruine Hartneidstein
- Burgruine Himmelberg
- Burg Hochosterwitz
- Burgruine Hohenburg
- Burgruine Hohenburg auf Rosenberg
- Burgruine Hohenwart
- Schloss Hollenburg
- Burgruine Karlsberg
- Burgruine Kühnburg
- Kraiger Schlösser, Burgruinen, Ober-, Niederkraig
- Burgruine Landskron
- Burgruine Lavant
- Burgruine Leobenegg
- Burgruine Leonstein
- Burgruine Lichtengraben/Painburg
- Burgruine Liemberg
- Burgruine Liebenfels
- Burg Mannsberg
- Burgruine Moosburg/Arnulfsfeste
- Burg Neudenstein
- Burgruine Nussberg
- Burgruine Ortenburg
- Burgruine Petersberg
- Burgruine Prägrad
- Burgruine Rabenstein
- Burgruine Ras
- Burgruine Rauchenkatsch
- Burgruine Rauterburg
- Burgruine Rechberg
- Burgruine Reifnitz
- Burgruine Reinegg
- Burgruine Reisberg
- Burgruine Rosegg
- Burgruine Rothenthurn
- Burgruine Rottenstein
- Burgruine Schaumburg
- Burgruine Silberberg
- Burg Sommeregg
- Burgruine Sonegg
- Burg Stein/Drautal
- Burgruine Stein/Lavanttal
- Burgruine Stein/Jauntal
- Burgruine Sternberg
- Burgruine Steuerberg
- Burg Straßburg
- Burgruine Straßfried
- Burgruine Taggenbrunn
- Burgruine Treffen
- Burgruinen Trixen (Nieder-, Ober-, Mittertrixen)
- Burgruine Twimberg
- Burgruine Waisenberg
- Burgruine Weidenburg
- Burgruine Weißenegg
- Burgruine Wullroß

## Niederösterreich
- Burgruine Aggstein
- Burgruine Araburg
- Burgruine Dobra
- Burgruine Dürnstein
- Burg Falkenstein
- Franzensburg, Laxenburg
- Burg Greifenstein
- Burg Grub
- Burg Hardegg
- Burg Hartenstein
- Burg Heidenreichstein
- Burgruine Kaja
- Burg Karlstein
- Burgruine Kollmitz
- Burg Kreuzenstein
- Burg Liechtenstein
- Burgruine Mödling
- Burg Neulengbach
- Burg Ottenstein
- Burg Perchtoldsdorf
- Burg Plankenstein
- Burg Persenbeug
- Burg Raabs an der Thaya
- Burg Rappottenstein
- Burgruine Rauheneck
- Burg Rauhenstein
- Rosenburg
- Burg Rundersburg
- Schallaburg
- Burg Scharfeneck
- Burg Seebenstein
- Burgruine Senftenberg
- Burgruine Starhemberg
- Schloss Walpersdorf
- Burg Wiener Neustadt

## Oberösterreich
- Burg Altpernstein
- Burg Clam
- Eschelberg
- Burg Neuhaus
- Schloss Orth
- Burg Prandegg
- Burg Pürnstein
- Burg Rottenegg
- Burg Vichtenstein

## Salzburg
- Burgruine Edenvest
- Burg Finstergrün
- Burgruine Friedburg, Neukirchen am Großvenediger
- Burg Golling
- Burgruine Gutrat
- Burgruine Hieburg, Neukirchen am Großvenediger
- Festung Hohensalzburg, Salzburg
- Burg Hohenwerfen, Werfen
- Burg Mauterndorf
- Burg Moosham
- Burgruine Plainburg
- Burgruine Saalegg
- Burg Saalhof
- Burgruine Wartenfels
- Burgruine Weyer, Bramberg

## Tyrol
Tyrol er opkaldt efter Schloss Tirol, der tidligere lå i Østrig, men som i dag er en del af Italien.
- Ambras Palace
- Burg Bideneck
- Burg Bruck
- Burg Freundsberg
- Burg Heinfels
- Burg Itter
- Festung Kufstein
- Burg Kropfsberg
- Burg Laudegg
- Burg Lichtenwerth
- Kapsburg
- Kufstein Fortress
- Schloss Naudersberg
- Burg Tratzberg
- Burg Wiesberg

## Vorarlberg
- Burg Schattenburg
- Burg Neu-Ems
- Burgruine Neu-Montfort